# Valerio Massimo
Valerio Massimo (Nápoles, 14 de febrero de 1981) es un deportista italiano que compitió en remo. Ganó dos medallas en el Campeonato Mundial de Remo, en los años 2004 y 2007.

## Palmarés internacional
| Campeonato Mundial | Campeonato Mundial | Campeonato Mundial | Campeonato Mundial |
| Año                | Lugar              | Medalla            | Prueba             |
| ------------------ | ------------------ | ------------------ | ------------------ |
| 2004               | Bañolas (España)   | Medalla de oro     | Cuatro con timonel |
| 2007               | Múnich (Alemania)  | Medalla de plata   | Dos con timonel    |